# Письмянка (приток Усени)
Письмянка — река в России, протекает по Белебеевскому району Башкортостана. Устье реки находится в 105 км по правому берегу реки Усень. Длина реки составляет 11 км, площадь водосборного бассейна 40,8 км².
На реке стояла деревня Письмянка (Белебеевский район), упразднённая в 2005 году.

## Данные водного реестра
По данным государственного водного реестра России относится к Камскому бассейновому округу, водохозяйственный участок реки — Ик от истока и до устья, речной подбассейн реки — бассейны притоков Камы до впадения Белой. Речной бассейн реки — Кама.
Код объекта в государственном водном реестре — 10010101312111100028251.